# David Akeman
David Akeman (* 17. Juni 1915 in Annville, Kentucky, als David Akemon; † 10. November 1973 in Ridgetop, Tennessee) war ein US-amerikanischer Country-Musiker. Landesweite Bekanntheit erhielt er unter den Bühnennamen Stringbean bzw. String Bean und The Kentucky Wonder als Sänger und Banjospieler. Akeman gehörte jahrelang zum Ensemble der Grand Ole Opry und trat auch in vielen Fernsehsendungen auf. 1973 wurden er und seine Frau Opfer eines Raubmordes.

## Familienname
David Akeman wurde als David Akemon geboren. Den Familiennamen Akemon trugen auch seine Eltern, während der Großvater väterlicherseits im Zensus von 1880 als Alexander Aikman geführt wurde. David Akemon änderte vor dem Zensus von 1940 die Schreibweise seines Familiennamens in Akeman. Diese Version behielt er bis zu seinem Tod bei. Über die Motivation für die Änderung gibt es keine zweifelsfreien Informationen.

## Biografische Angaben

### Geburt und Herkunft
David Akeman wurde in der Kleinstadt Annville in Kentucky geboren. Als Geburtsjahr geben die verfügbaren Quellen regelmäßig 1915 an; dies entspricht den Eintragungen im offiziellen Geburtenregister. Davids jüngerer Bruder Robert behauptete später unter Berufung auf Unterlagen der Familie, David sei in Wirklichkeit 1914 auf die Welt gekommen. Wie es zu der Falschüberlieferung kommen konnte, sei nicht erklärlich. Ein anderer Autor verlegt Davids Geburtsjahr ohne Angabe von Gründen auf 1917.
Sein Vater war James Akemon (1878–1967), seine Mutter Alice Akemon, geb. Johnston (1882–1956). David hatte vier ältere und drei jüngere Geschwister.
Die Familie betrieb eine 40 Acres große Farm im Jackson County. Während der Great Depression verlor die Familie einen Großteil ihres Vermögens und war zeitweise auf staatliche Lebensmittelhilfen angewiesen. David Akeman nahm aus dieser Zeit ein lebenslang anhaltendes Misstrauen gegenüber Banken mit, die er konsequent mied. Mitte der 1930er-Jahre musste James Akemon die Farm verkaufen; die genauen Hintergründe hierzu sind nicht dokumentiert.

### Werdegang
David Akemans Schulausbildung endete je nach Quelle nach der sechsten oder nach der achten Klasse.
1934 verließ Akeman – möglicherweise nach einer Auseinandersetzung mit dem Vater – die elterliche Farm und schloss sich dem staatlichen Arbeitsbeschaffungsprogramm Civilian Conservation Corps (CCC) an. Berichten von Zeitzeugen zufolge war er in dieser Zeit mehr am Banjospielen als an der vom CCC organisierten Arbeit interessiert.
1935 begann Akemans Karriere als Berufsmusiker, die er in den ersten Jahren mehrfach unterbrach. Ende der 1930er-Jahre übernahm er, nachdem ein Engagement ausgelaufen war, eine Tankstelle in der Nähe seines Geburtsorts, um mit den Einnahmen seinen Lebensunterhalt zu bestreiten und seine Familie finanziell zu unterstützen.
1943 erhielt Akeman seine Einberufung zum Militär. Er wurde nach kurzer Zeit, ohne einen Kampfeinsatz gehabt zu haben, ehrenhaft entlassen. Als Grund wurde eine „schwere hysterische Psychoneurose“ angegeben.
Seit den frühen 1940er-Jahren verfolgte Akeman seine Karriere als Musiker ohne weitere Unterbrechungen. 1952 kaufte er in einer ländlichen Gegend nördlich von Nashville, Tennessee, eine 143 Acres große Farm, die zu seinem dauerhaften Wohnsitz wurde. Die Akemans bewohnten hier ein kleines Holzhaus mit Außentoilette, das sie über die Jahre kaum modernisierten. Akeman und seine Frau lebten hier viele Jahre lang zusammen mit der Familie des Musikers Grandpa Jones, mit dem Akeman eine lebenslange Freundschaft verband. In unmittelbarer Nähe lebte zeitweise auch Willie Nelson. Von hier aus organisierte er seine Auftritte auf Bühnen und im Fernsehen, die er bis zu seinem Tod fortsetzte.
David Akeman galt als bodenständig und bescheiden („modest“). Ungeachtet des Wohlstands, den er in den 1960er-Jahren erreicht hatte, lebten er und seine Frau bis zuletzt in betont einfachen Verhältnissen in ländlicher Umgebung.

### Ehen
Akeman war zweimal verheiratet. Seine erste Ehefrau war Blanche, geb. McQueen (1910–1952), die er vor 1940 heiratete und die zwei Kinder aus einer früheren Beziehung mitbrachte. Die Ehe wurde etwa 1945 geschieden. Seine zweite Ehefrau war Estelle, geb. 1914 als Estelle Stanfill. Die beiden heirateten im März 1945. Sie galten als unzertrennlich: Anders als Akemans erste Ehefrau, die dauerhaft zu Hause blieb, begleitete Estelle ihn zu fast jedem Auftritt. Mit ihr blieb Akeman bis zum Tod 1973 verheiratet. Das Paar hatte keine Kinder.

## Karriere als Musiker und Entertainer

### Überblick

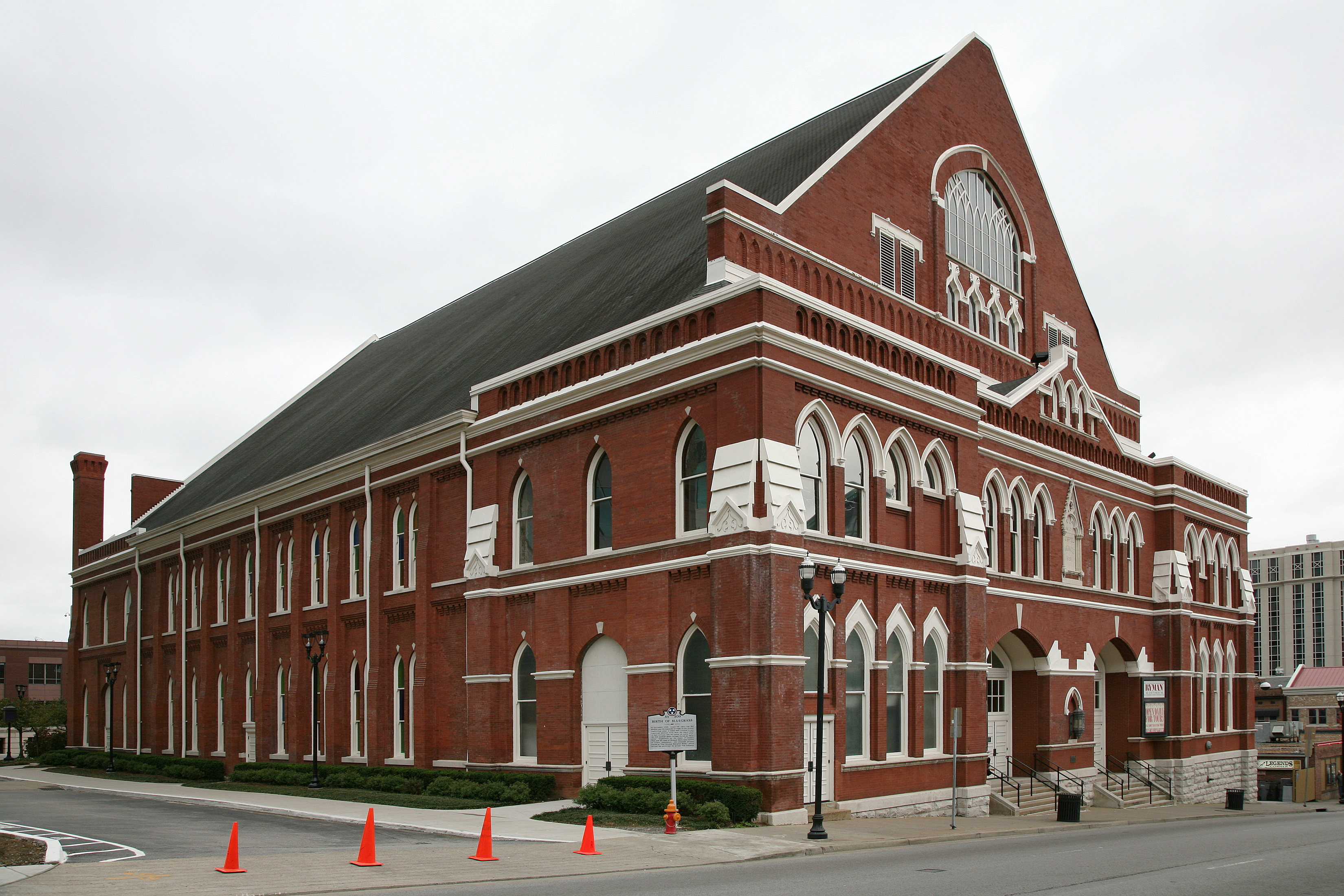
Das Ryman Auditorium, ab 1943 Konzerthalle des Grand Ole Opry

Von seinem Vater, der in der Freizeit bei Feierlichkeiten in der Umgebung als Musiker auftrat, übernahm David Akeman seine Neigung zum Banjospielen. Der Vater brachte ihm die Grundzüge im Umgang mit dem Instrument bei. Weitere Einflüsse bezog er von Uncle Dave Macon, einem Old-Time-Musiker, der in der Grand Ole Opry mit Banjobegleitung sang und der zu den ersten großen Stars dieser Einrichtung gehörte. Akeman bezeichnete Macon später als sein größtes Vorbild.
Nachdem Akeman bereits seit 1932 wiederholt in privatem Umfeld aufgetreten war, begann im Alter von 20 Jahren seine professionelle Karriere als Musiker. In der zweiten Hälfte des Jahres 1935 nahm er an einem vom Old-Time-Musiker Asa Martin veranstalteten Talentwettbewerb in Lexington teil, der von der örtlichen Radiostation WLAP übertragen wurde. Akeman, der bei dieser Veranstaltung Banjo spielte, aber nicht sang, kam nicht in die Reihe der Erstplatzierten. Gleichwohl war Asa Martin so sehr von Akemans Auftritt beeindruckt, dass er ihn als Musiker seiner Band verpflichtete. Mit Martins Kentucky Hillbillies bestritt Akeman regelmäßig Radiosendungen und Liveauftritte. In den folgenden Jahren arbeitete Akeman für wechselnde Bands, unter ihnen die Lonesome Pine Fiddlers von Si Rogers, die X Bar X Boys und 1940 und 1941 die Kentucky Pardners von Charlie Monroe.
Im Juli 1942 schloss Akeman sich den Blue Grass Boys an, einer Band, die von Charlie Monroes Bruder Bill Monroe geleitet wurde. Er war der erste Banjospieler dieser Formation. Mit Bill Monroe schaffte Akeman den Sprung in die Grand Ole Opry. Zwischen den Opry-Terminen tat Akeman in Shows auf, die Monroe in den Städten und Gemeinden Kentuckys und in den angrenzenden Bundesstaaten organisierte. In dieser Zeit arbeitete er eng mit seinem Idol Uncle Dave Macon zusammen, der phasenweise mit den Blue Grass Boys tourte und ihn weiter ausbildete. 1945 trennte sich Akeman von Bill Monroe; seine Stelle nahm dort Earl Scruggs ein, der einen anderen Stil spielte als Akeman. In den folgenden Jahren trat Akeman zeitweise mit anderen Musikern als Duo auf – so etwa mit dem Hillbilly-Star Lew Childre – und entwickelte sich im Übrigen zunehmend zum Solokünstler. 1954 und 1955 tourte er mit einer von Ramblin’ Tommy Scott organisierten Medicine Show durch die USA und Kanada und gab dafür sein Engagement bei der Grand Ole Opry vorübergehend auf. Mit dem Aufkommen des Rock ’n’ Roll geriet die traditionelle Countrymusik in eine Krise, und die Auftritts- und Verdienstmöglichkeiten reduzierten sich auch für Akeman. Er spielte zu dieser Zeit auch in Schulen und Vereinshäusern. Ab 1961 trat Akeman mehrfach in der landesweit ausgestrahlten Fernsehsendung Porter Wagoner Show auf. Das ermöglichte ihm ein größeres Comeback. In den 1960er-Jahren festigte Akeman seinen Erfolg. Zeitweise gab es Kontakte zur Singer-Songwriter-Szene, so etwa im Februar 1965, als er am fünften University of Chicago Folk Festival teilnahm. In seinem letzten Jahrzehnt erlangte Akeman durch regelmäßige Fernsehauftritte landesweite Bekanntheit.

### BühnenfigurStringbean
Akeman trat seit den 1930er-Jahren unter dem Bühnennamen Stringbean (deutsch etwa: Bohnenstange) auf. Den Namen erhielt er von Asa Martin, der, als er Akemans ersten Auftritt öffentlich ankündigte, dessen Namen vergessen hatte und den Begriff String Beans (deutsch: grüne Bohnen) als Verlegenheitslösung improvisierte. Akeman machte daraus Stringbean und behielt den Namen, obwohl er ihn anfangs nicht schätzte, bis zu seinem Tod bei. Im Freundeskreis wurde er vielfach als „Sting“ oder als „Bean“ angesprochen.
Akemans Bühnenkostüm bestand aus einem bis zu den Knien reichenden Ober- bzw. Nachthemd und Hosen, die auf Höhe der Knie mit einem Gürtel gehalten wurden. Dadurch entstand der Eindruck eines übermäßig großen Oberkörpers und besonders kurzer Beine. Die Idee zu diesem Outfit übernahm Akeman von dem Countrymusiker Slim Miller.

### Musik und Comedy

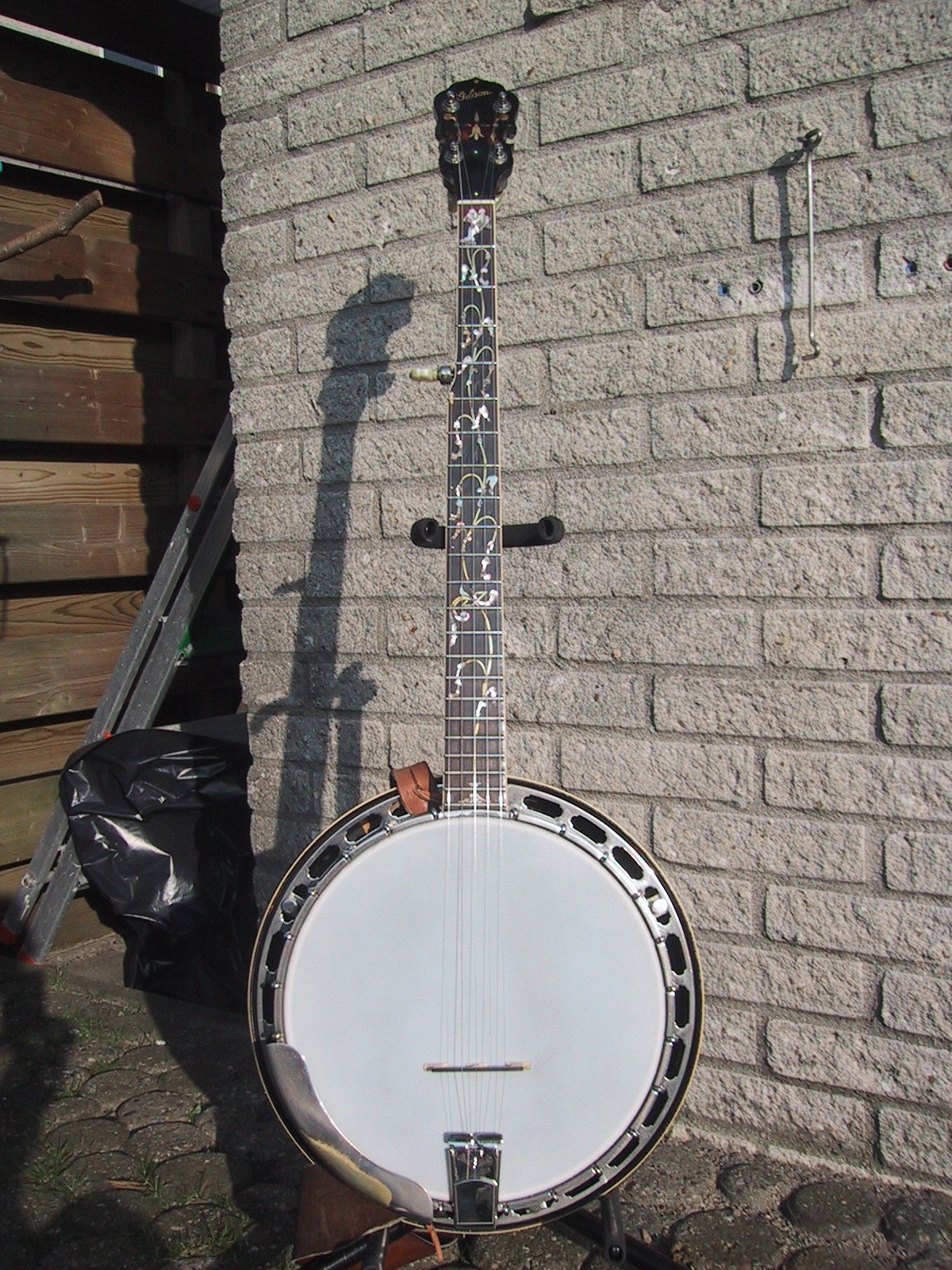
Gibson-Banjo

Akemans Musik gehört zur traditionellen Countrymusik und wird vielfach dem Bluegrass zugeordnet. Er spielte Instrumentalstücke mit dem Banjo und begleitete sich, wenn er sang, auf diesem Instrument selbst. Als professioneller Musiker spielte Akeman nahezu ausnahmslos Banjos der Typen Vega 9 und Gibson RB-11. Sein Spielstil war das Two Finger Picking, d. h. er zupfte die Saiten mit zwei Fingern.
Akeman übernahm neben Traditionals wie Ida Red zahlreiche etablierte Stücke anderer Künstler in sein Repertoire, darunter den Suicide Blues von Lightnin’ Hopkins, Run, Rabbit, Run von Noel Gay und Ralph Butler sowie Hillbilly Fever von Vaughn Horton. Darüber hinaus schrieb er zahlreiche eigene Lieder. Viele von ihnen behandeln das Landleben, beispielsweise Herding Cattle in an Air Conditioned Cadillac Coupe DeVille. Einige Lieder haben darüber hinaus sozialkritische Bezüge, so etwa 20 Cent Cotton & 90 Cent Meat, in dem er die schlechten Einkommensverhältnisse der Landbevölkerung problematisiert und hervorhebt, dass die Einnahmen kaum reichten, um notwendige Lebensmittel zu kaufen. Sein Crazy Viet Nam War von 1966 ist ein Lied, in dem sich Akeman kritisch mit dem Vietnamkrieg auseinandersetzt.
Akeman verband seine musikalischen Live-Auftritte seit den späten 1930er-Jahren mit komödiantischen Einlagen. Nachdem er in den ersten Jahren eine Reihe von Blackface-Auftritten gegeben hatte, verlegte er sich seit den 1940er-Jahren auf die Rolle des weißen Hillbilly. Dabei erzählte er kurze Witze (One-Liners) oder verlas fiktive Briefe von angeblichen Bekannten oder Verwandten mit humoristischem Inhalt.

### Bühne, Radio und Fernsehen
Seit den 1950er-Jahren gehörte Akeman zum permanenten Ensemble der Grand Ole Opry. Einige US-amerikanische Quellen bezeichnen ihn als „Opry Legend“ oder „Top Star der Opry“.
Bühnenauftritte in der Opry und selbst organisierte Auftritte waren jahrzehntelang das wichtigste Betätigungsfeld Akemans. Anfänglich gehörten auch Radioübertragungen dazu; seit Mitte der 1950er-Jahre erschien Akeman außerdem in verschiedenen Fernsehsendungen. Eine eigene Sendung erhielt er nie; er war aber vielfach Gaststar in der Porter Wagoner Show, der Wilburn Brothers Show und ähnlichen Programmen.
Eine besondere Bedeutung hatte die 1969 neu aufgelegte CBS-Fernsehserie Hee Haw, die Countrymusik mit eher derben Humoreinlagen zu Themen rund um das Landleben verband. Akeman war hier von 1969 bis 1973 ein regelmäßiger Gast. Zu Akemans Bühnenpartnern gehörten unter anderem Grandpa Jones, Roy Clark und Tennessee Ernie Ford. Ein wiederholendes Thema von Akemans Auftritten war eine Vogelscheuche, die Akeman in Witze einband und für die er 1970 auch mehrere Lieder schrieb, darunter Me And My Old Crow Got A Good Thing Going. Die Hee-Haw-Reihe war ungeachtet ihrer schlichten Qualität ein landesweiter Erfolg. Seine regelmäßigen Auftritte in dieser Serie erhöhten Akemans Bekanntheit deutlich. Die Hee-Haw-Aufnahmen wurden in Blöcken produziert. Sämtliche Beiträge der Künstler wurden ein- oder zweimal jährlich in zusammenhängenden Sessions aufgenommen und anschließend zu einzelnen Sendungen zusammengeschnitten. Das führte dazu, dass Akeman noch in der 1974er Hee-Haw-Staffel zu sehen war, obwohl er bereits im November 1973 ums Leben gekommen war.

### Schallplattenaufnahmen
Bereits seit den frühen 1950er-Jahren war Akeman wiederholt als Studiomusiker für andere Künstler tätig gewesen. 1958 begann er, unter eigenem Namen Aufnahmen einzuspielen. Für Cullman Records entstand im Herbst 1958 eine Reihe von Bluegrass-Aufnahmen, von denen vier im Januar 1959 in Form von zwei Singles auf den Markt kamen. Dazu gehörte eine Aufnahme von Run, Little Rabbit, Run. Von 1961 bis 1966 entstanden bei Starday, einem auf Country- und Bluegrass-Musik spezialisierten Independent-Label aus Tennessee, vier Alben, fünf EPs und vier weitere Singles. Starday verwendete dabei einerseits neue Aufnahmen, erwarb andererseits aber von Cullman Records zusätzlich ältere, teilweise noch nicht veröffentlichte Einspielungen Akemans. Die letzten Aufnahmen spielte Akeman 1970 für das Label Nugget Records ein. Einen Großteil der Alben verkaufte Akeman vor und nach seinen Live-Auftritten an seine Zuschauer.

## Baseball
Akeman war ein Baseball-Liebhaber. Er spielte seit den 1930er-Jahren als Pitcher in verschiedenen Teams. Einigen Quellen zufolge erreichte er „semiprofessionelles“ Niveau. Akeman behauptete zeitweise, er habe in der Mountain State League gespielt. Belege dafür gibt es nicht. Zahlreiche nachweisbare Baseball-Einsätze hatte Akeman ab 1944 für das Team von Bill Monroe, der als Rahmenprogramm seiner Tourneekonzerte vielfach Baseballspiele zwischen seinen Bandmitgliedern und den Teams der Orte organisierte, in denen seine Band gerade gastierte. Auch nachdem Akeman aus Monroes Band ausgeschieden war, spielte er noch jahrelang für dessen Baseballteam und übernahm zeitweise die Funktion des Trainers.

## Der Raubmord an Akeman
Am Abend des 10. November 1973 fielen David und Estelle Akeman auf ihrer Farm einem Raubmord zum Opfer. Als Täter wurden John A. Brown und Marvin Douglas „Doug“ Brown überführt, zwei Personen aus dem weiteren Umfeld der Akemans.
Seit den 1960er-Jahren war in der Countrymusik-Szene weithin bekannt, dass Akeman Banken misstraute und die Bezahlung für seine Engagements regelmäßig in bar entgegennahm. Bei Veranstaltungen waren er und seine Frau hinter der Bühne wiederholt mit größeren Mengen an Dollarscheinen zu sehen, die sie zusammengerollt in ihren Taschen unterbrachten. Es entstanden Gerüchte, dass die Akemans auf ihrer Farm ein größeres Bargeldvermögen versteckt hätten.
Am Abend des 10. November 1973 absolvierte Akeman einen Liveauftritt für die Grand Ole Opry im benachbarten Nashville. In der Annahme, Akeman befinde sich in Begleitung seiner Frau auf einer längeren Konzerttournee, brachen John und Doug Brown, die die Gerüchte um Akemans Finanzen kannten, an diesem Abend in das leere Wohngebäude der Akemans ein und durchsuchten es nach Geld. Vor Ort fanden sie lediglich 250 US-$. Anders als von den Einbrechern erwartet, kehrten die Akemans nach dem Auftritt auf ihre Farm zurück. David Akeman traf sie im Wohngebäude an und wurde von einem der Einbrecher erschossen. Estelle Akeman versuchte zu fliehen. Sie wurde auf dem Farmgelände erschossen. Akeman und seine Frau hatten Bargeld im Wert von 5.700 US-$ in ihren Taschen und Kleidungsstücken; die Einbrecher entdeckten dieses Geld nicht. Am nächsten Morgen fand Grandpa Jones, der mit Akeman zu einem Angelausflug verabredet war, die beiden Leichen.
John und Doug Brown wurden im November 1974 jeweils zu einer Haftstrafe von zweimal 99 Jahren verurteilt. Doug Brown starb 2003 im Gefängnis. John Brown wurde 2014 nach 41-jähriger Haft begnadigt.
Bei Renovierungsarbeiten in Akemans Wohnhaus fanden die seinerzeitigen Eigentümer in einem Versteck 1996 Bargeld im Wert von 20.000 US-$. Die Geldscheine waren teilweise zersetzt und nicht mehr verwendbar.

## Zitat zu David Akeman
“They say we’re living in the space age but it sure feels good to have Stringbean to bring us back to the age with his banjo and songs.”

„Man sagt, wir würden im Weltraumzeitalter leben. Aber es ist sicher gut zu wissen, dass es jemanden wie Stringbean gibt, der uns mit seinem Banjo und seinen Liedern wieder ins irdische Zeitalter zurückbringt.“

## Diskografie

### Studioalben
- 1961: Old Time Banjo Pickin’ & Singin’ With Stringbean The Kentucky Wonder And His Five-String Banjo (Starday Records)
- 1962: More Of That Rare Old Time Banjo Pickin’ And Singin’ (Starday Records)
- 1963: A Salute To Uncle Dave Macon (Starday Records)
- 1964: Way Back In The Hills Of Old Kentucky (Starday Records)
- 1970: Hee Haw Corn Shucker (Nashville Records)
- 1970: Me And My Old Crow Got A Good Thing Going (Nugget Records)

### Extended Plays
- 1961: 20 Cents Cotton & 90 Cents Meat (Starday Records)
- 1961: Stringbean & His Banjo (Starday Records)
- 1962: Stringbean And His Banjo (Starday Records)
- 1965: Stringbean (Starday Records)
- 1966: Crazy Viet Nam War (Star Day Records)

### Singles
- 1959: Run Little Rabbit Run/You Can’t Do Wrong And Get By (Cullman Records)
- 1959: Barn Yard Banjo Picking/Train Special 500 (Cullman Records)
- 1962: Down At The Opry/Chewin' Chewing Gum (Starday Records)
- 1964: Big Ball In Nashville/Little Pink (Starday Records)
- 1967: Going To The Grand Ole Opry (Cullman Records)
- 1967: Cold Creek March/Banjo Convention (Cullman Records)
- 1970: Me and My Old Crow (Nugget Records)